# Raúl Becerra (futbolista)
Raúl Óscar Becerra (n. Río Gallegos, Argentina; 1 de octubre de 1987) es un futbolista argentino-chileno. Juega de delantero y su equipo actual es Gualberto Villarroel de la Primera División de Bolivia.

## Trayectoria

### Inicios y sus pasos en el interior del país
Becerra es un futbolista surgido de la cantera del Club Deportivo Hispano Americano, de su provincia natal. Jugó en muchos equipos en el interior del país; por sus buenos rendimientos en el Torneo Argentino B pasó a jugar al Torneo Argentino A, especialmente al Club Atlético Huracán de Tres Arroyos. Luego de aquello volvió al Argentino B.
Fue un goleador muy importante en Boca Río Gallegos en el año 2009 cuando consiguió el ascenso al Torneo Argentino B.
Como resultado de su estadía por el interior del país, jugando en el ascenso del fútbol argentino, Becerra marcó 18 goles en 66 partidos oficiales (promedio de 0,27%) disputados en todos sus equipos (Sportivo Santa Cruz, Juventud Alianza, Huracán de Tres Arroyos y Juventud de Pergamino).

### Almagro
Para la temporada 2011/2012, Becerra estuvo a prueba en el Club Almagro de la B Metropolitana, tercera categoría del fútbol argentino, por varias entrenamientos. Tras haber satisfecho las pretensiones del entrenador Alejandro Méndez durante las pruebas, le dieron el gusto de conformar el plantel profesional por una temporada y así, Almagro fichó a Becerra para ser el "9 de área" que necesitaba la entidad de José Ingenieros luego de estar a prueba en varios entrenamientos.
Para la primera fecha del campeonato, el 5 de agosto de 2012, Becerra hizo su debut con la camiseta de Universidad de Chile contra Deportivo Morón. Ese mismo día Becerra marcó su primer gol para el "tricolor" a los 65 minutos de partido para la victoria de su equipo por 2 a 0.
Tuvo un gran paso por el club convirtiendo 14 goles en 38 apariciones.

### Nueva Chicago
El Club Atlético Nueva Chicago había ascendido a la Primera B Nacional y debido a la ida del goleador Leonardo Carboni, necesitaba la presencia de otro centro-delantero por lo que Becerra fue transferido a Nueva Chicago para reforzar el plantel. Sin embargo, comenzó siendo suplente. Debutó en la tercera fecha del campeonato contra Aldosivi de Mar del Plata ingresando desde el banco de suplentes. Su primer partido como titular fue frente a Rosario Central por la quinta fecha del torneo. Recién en la fecha siguiente, contra Deportivo Merlo, Becerra pudo marcar sus primeros goles con la camiseta de Chicago; de hecho lo hizo por duplicado. A partir de ese momento, se logró afianzar como titular para los partidos siguientes. Además, le hizo un gol a Independiente Rivadavia
Con la llegada a la conducción técnica de Ángel Bernuncio, Becerra siguió siendo titular. Le convirtió un gol a Patronato de Paraná y otro a Douglas Haig. Perdió un poco la continuidad que tenía con la llegada de Rene Kloker a la dirección técnica.
En total convirtió 5 goles en 31 partidos jugados con la camiseta de Chicago.

### Argentinos Juniors
Luego de una temporada en Chicago, el delantero decidió ir a probarse a la Asociación Atlética Argentinos Juniors. El director técnico Ricardo Caruso Lombardi aceptó ficharlo para la institución. El 15 de julio de 2013, firmó contrato con el club de la Primera División. Esta iba a ser su primera experiencia en la categoría más alta del fútbol argentino. En su primer semestre jugado con la camiseta de Argentinos Juniors, disputó 7 partidos y fue muy tenido en cuenta por el cuerpo técnico.

## Estadísticas

### Clubes
Actualizado al último partido disputado el 5 de octubre de 2024.
| Club                          | Div.                | Temporada           | Liga  | Liga  | Copas nacionales | Copas nacionales | Copas internacionales | Copas internacionales | Total | Total |
| Club                          | Div.                | Temporada           | Part. | Goles | Part.            | Goles            | Part.                 | Goles                 | Part. | Goles |
| ----------------------------- | ------------------- | ------------------- | ----- | ----- | ---------------- | ---------------- | --------------------- | --------------------- | ----- | ----- |
| Sportivo Santa Cruz Argentina | 3.ª                 | 2006-07             | 0     | 0     | —                | —                | —                     | —                     | 0     | 0     |
| Sportivo Santa Cruz Argentina | Total club          | Total club          | 0     | 0     | 0                | 0                | 0                     | 0                     | 0     | 0     |
| Juventud Alianza Argentina    | 3.ª                 | 2007-08             | 11    | 0     | —                | —                | —                     | —                     | 11    | 0     |
| Juventud Alianza Argentina    | Total club          | Total club          | 11    | 0     | 0                | 0                | 0                     | 0                     | 11    | 0     |
| Boca Río Gallegos Argentina   | 3.ª                 | 2008-09             | 21    | 9     | —                | —                | —                     | —                     | 21    | 9     |
| Boca Río Gallegos Argentina   | Total club          | Total club          | 21    | 9     | 0                | 0                | 0                     | 0                     | 21    | 9     |
| Huracán (TA) Argentina        | 3.ª                 | 2009-10             | 12    | 2     | —                | —                | —                     | —                     | 12    | 2     |
| Huracán (TA) Argentina        | Total club          | Total club          | 12    | 2     | 0                | 0                | 0                     | 0                     | 12    | 2     |
| Juventud de P. Argentina      | 3.ª                 | 2010-11             | 24    | 11    | —                | —                | —                     | —                     | 24    | 11    |
| Juventud de P. Argentina      | Total club          | Total club          | 24    | 11    | 0                | 0                | 0                     | 0                     | 24    | 11    |
| Almagro Argentina             | 2.ª                 | 2011-12             | 38    | 14    | —                | —                | —                     | —                     | 38    | 14    |
| Almagro Argentina             | Total club          | Total club          | 38    | 14    | 0                | 0                | 0                     | 0                     | 38    | 14    |
| Nueva Chicago Argentina       | 2.ª                 | 2012-13             | 30    | 9     | 1                | 0                | —                     | —                     | 31    | 9     |
| Nueva Chicago Argentina       | Total club          | Total club          | 30    | 9     | 1                | 0                | 0                     | 0                     | 31    | 9     |
| Argentinos Juniors Argentina  | 1.ª                 | 2013-14             | 13    | 0     | —                | —                | —                     | —                     | 13    | 0     |
| Argentinos Juniors Argentina  | Total club          | Total club          | 13    | 0     | 0                | 0                | 0                     | 0                     | 13    | 0     |
| Colón Argentina               | 1.ª                 | 2014                | 11    | 0     | —                | —                | —                     | —                     | 11    | 0     |
| Colón Argentina               | 1.ª                 | 2015                | 3     | 1     | 1                | 0                | —                     | —                     | 4     | 1     |
| Colón Argentina               | Total club          | Total club          | 14    | 1     | 1                | 0                | 0                     | 0                     | 15    | 1     |
| Deportivo Cuenca · Ecuador    | 1.ª                 | 2016                | 38    | 19    | —                | —                | —                     | —                     | 38    | 19    |
| Deportivo Cuenca · Ecuador    | 1.ª                 | 2019                | 18    | 13    | —                | —                | —                     | —                     | 18    | 13    |
| Everton · Chile               | 1.ª                 | 2016-17             | 12    | 3     | —                | —                | —                     | —                     | 12    | 3     |
| Everton · Chile               | 1.ª                 | 2017                | 12    | 1     | 2                | 1                | 2                     | 0                     | 16    | 2     |
| Everton · Chile               | Total club          | Total club          | 24    | 4     | 2                | 1                | 2                     | 0                     | 28    | 5     |
| Deportes Iquique · Chile      | 1.ª                 | 2018                | 25    | 4     | 2                | 1                | —                     | —                     | 27    | 5     |
| Deportes Iquique · Chile      | Total club          | Total club          | 25    | 4     | 2                | 1                | 0                     | 0                     | 27    | 5     |
| Umm-Salal Catar               | 1.ª                 | 2020                | 11    | 5     | —                | —                | —                     | —                     | 11    | 5     |
| Umm-Salal Catar               | Total club          | Total club          | 11    | 5     | 0                | 0                | 0                     | 0                     | 11    | 5     |
| Bashundhara Kings Bangladés   | 1.ª                 | 2021                | 17    | 16    | —                | —                | 3                     | 0                     | 20    | 16    |
| Bashundhara Kings Bangladés   | Total club          | Total club          | 17    | 16    | 0                | 0                | 3                     | 0                     | 20    | 16    |
| Deportivo Cuenca · Ecuador    | 1.ª                 | 2022                | 15    | 2     | 1                | 0                | —                     | —                     | 16    | 2     |
| Deportivo Cuenca · Ecuador    | 1.ª                 | 2023                | 28    | 10    | —                | —                | 1                     | 0                     | 29    | 10    |
| Deportivo Cuenca · Ecuador    | 1.ª                 | 2024                | 18    | 2     | 2                | 0                | 1                     | 2                     | 21    | 4     |
| Deportivo Cuenca · Ecuador    | Total club          | Total club          | 117   | 46    | 3                | 0                | 2                     | 2                     | 122   | 48    |
| Total en su carrera           | Total en su carrera | Total en su carrera | 357   | 121   | 9                | 2                | 7                     | 2                     | 373   | 125   |

## Palmarés

### Campeonatos nacionales
| Título             | Equipo            | País      | Año  |
| ------------------ | ----------------- | --------- | ---- |
| Torneo Argentino C | Boca Río Gallegos | Argentina | 2009 |
| Copa Federación    | Bashundhara Kings | Bangladés | 2021 |

### Distinciones individuales
| Distinción                         | Año  |
| ---------------------------------- | ---- |
| Mejor gol de la Serie A de Ecuador | 2022 |